# Marigot
Marigot je hlavní a nejvýznamnější město francouzského zámořského společenství Saint-Martin, ležící v Karibiku na ostrově Svatý Martin. Dle údajů z roku 2006 zde žije 5 700 obyvatel.

## Historie
Marigot byl původně rybářskou osadou rozkládající se na území bažin. Hlavním městem společenství je až od dob vlády Ludvíka XVI., který zde nedaleko Mariotského zálivu nechal postavit pevnost St. Louis, která je významnou budovou dodnes.